# كولينز مبيسوما
كولينز مبيسوما (بالإنجليزية: Collins Mbesuma)‏ (مواليد 3 فبراير 1984 في لوانشيا) لاعب كرة قدم زامبي دولي يجيد اللعب في خط الهجوم . يلعب حاليا لصالح نادي موروكا سوالوز الجنوب الأفريقي منذ سنة 2009 .

## روابط خارجية
- كولينز مبيسوما على موقع اتحاد تركيا (لاعب) (الإنجليزية)
- كولينز مبيسوما على موقع قاعدة بيانات كرة القدم.إي يو (الإنجليزية)
- كولينز مبيسوما على موقع ناشيونال فوتبول تيمز (الإنجليزية)
- كولينز مبيسوما على موقع Soccerbase.com (لاعب) (الإنجليزية)
- كولينز مبيسوما على موقع Soccerway.com (الإنجليزية)
- كولينز مبيسوما على موقع عالم كرة القدم.نت (الإنجليزية)